# واجا واجا
واجا واجا مدينة أسترالية تقع في جنوبي منطقة نيوساوث ويلز، على حافة نهر موروبيدجي، في منتصف المسافة بين سيدني وملبورن. عام 2014، بلغ عدد سكانها 55,364 نسمة. في الجهة الشرقية من مدينة واجا واجا تقع مدرسة التدريب الفني للقوات الجوية الملكية الأسترالية، وفي الغرب تقع كابوكا، وهي معسكر التدريب الأساسي للجيش.
في عام 1829، قام المستكشف الكابتن تشارلز ستورت بعبور نهر موروبيدجي قريبًا من موقع المدينة الحالي. وقد اعتبرت واجا واجا مدينة في عام 1946.

## أصل الاسم
كلمة واجا تعني بلغة سكان أستراليا الأصليون «غراب»، وتكرار الكلمة مرتين بلغتهم يدل على صيغة الجمع، فيصبح معنى المدينة «المكان الذي يتواجد فيه الغربان». المعنى يظهر في اسم أبرشية المدينة كذلك، Dioecesis Corvopolitana، حيث أن الكلمة corvus تعني باللاتينية الغراب.

## المناخ
يظهر الجدول التالي التغييرات المناخية على مدار السنة لواجا واجا:
| البيانات المناخية لـواجا واجا     | البيانات المناخية لـواجا واجا | البيانات المناخية لـواجا واجا | البيانات المناخية لـواجا واجا | البيانات المناخية لـواجا واجا | البيانات المناخية لـواجا واجا | البيانات المناخية لـواجا واجا | البيانات المناخية لـواجا واجا | البيانات المناخية لـواجا واجا | البيانات المناخية لـواجا واجا | البيانات المناخية لـواجا واجا | البيانات المناخية لـواجا واجا | البيانات المناخية لـواجا واجا | البيانات المناخية لـواجا واجا |
| الشهر                             | يناير                         | فبراير                        | مارس                          | أبريل                         | مايو                          | يونيو                         | يوليو                         | أغسطس                         | سبتمبر                        | أكتوبر                        | نوفمبر                        | ديسمبر                        | المعدل السنوي                 |
| --------------------------------- | ----------------------------- | ----------------------------- | ----------------------------- | ----------------------------- | ----------------------------- | ----------------------------- | ----------------------------- | ----------------------------- | ----------------------------- | ----------------------------- | ----------------------------- | ----------------------------- | ----------------------------- |
| الدرجة القصوى °م (°ف)             | 44.8 (112.6)                  | 45.2 (113.4)                  | 39.5 (103.1)                  | 35.4 (95.7)                   | 28.7 (83.7)                   | 23.2 (73.8)                   | 23.2 (73.8)                   | 26.6 (79.9)                   | 32.9 (91.2)                   | 36.3 (97.3)                   | 42.8 (109.0)                  | 43.2 (109.8)                  | 45.2 (113.4)                  |
| متوسط درجة الحرارة الكبرى °م (°ف) | 31.7 (89.1)                   | 30.9 (87.6)                   | 27.7 (81.9)                   | 22.5 (72.5)                   | 17.4 (63.3)                   | 13.9 (57.0)                   | 12.7 (54.9)                   | 14.5 (58.1)                   | 17.7 (63.9)                   | 21.6 (70.9)                   | 25.9 (78.6)                   | 29.5 (85.1)                   | 22.2 (72.0)                   |
| متوسط درجة الحرارة الصغرى °م (°ف) | 16.3 (61.3)                   | 16.4 (61.5)                   | 13.4 (56.1)                   | 9.2 (48.6)                    | 5.9 (42.6)                    | 3.7 (38.7)                    | 2.8 (37.0)                    | 3.5 (38.3)                    | 5.1 (41.2)                    | 7.8 (46.0)                    | 10.9 (51.6)                   | 13.9 (57.0)                   | 9.1 (48.4)                    |
| أدنى درجة حرارة °م (°ف)           | 3.4 (38.1)                    | 2.3 (36.1)                    | 2.6 (36.7)                    | −2.1 (28.2)                   | −4.4 (24.1)                   | −5.2 (22.6)                   | −6.3 (20.7)                   | −5.4 (22.3)                   | −3.8 (25.2)                   | −2.2 (28.0)                   | −0.2 (31.6)                   | 3.4 (38.1)                    | −6.3 (20.7)                   |
| الهطول مم (إنش)                   | 40.5 (1.59)                   | 40.7 (1.60)                   | 45.1 (1.78)                   | 40.2 (1.58)                   | 50.8 (2.00)                   | 50.5 (1.99)                   | 54.9 (2.16)                   | 51.0 (2.01)                   | 49.4 (1.94)                   | 56.9 (2.24)                   | 45.7 (1.80)                   | 46.5 (1.83)                   | 573.7 (22.59)                 |
| متوسط أيام هطول الأمطار           | 5.4                           | 5.3                           | 5.6                           | 6.8                           | 9.2                           | 11.3                          | 13.6                          | 13.0                          | 10.5                          | 9.4                           | 7.5                           | 6.3                           | 103.9                         |
| Average afternoon رطوبة نسبية (%) | 29                            | 33                            | 35                            | 43                            | 56                            | 64                            | 65                            | 59                            | 54                            | 46                            | 36                            | 30                            | 46                            |
| ساعات سطوع الشمس اليومية          | 10.8                          | 10.1                          | 9.3                           | 8.2                           | 6.3                           | 4.6                           | 4.8                           | 6.4                           | 7.6                           | 9.2                           | 9.7                           | 10.4                          | 8.1                           |
| المصدر #1:                        |                               |                               |                               |                               |                               |                               |                               |                               |                               |                               |                               |                               |                               |
| المصدر #2:                        |                               |                               |                               |                               |                               |                               |                               |                               |                               |                               |                               |                               |                               |

## توأمة
لواجا واجا اتفاقيات توأمة مع كل من:
- نوردلينغن
- ليفنوورث

## أعلام
- هنري ماكسويل
- ناثان شارب
- إدي غراهام
- جوزيف أوسكار دير
- توماس بالمر
- توني روتش
- توم بول
- لين غوردون
- جيني لامي
- أليكس بلاكويل